# 小渕光平
小渕 光平（小淵 光平、おぶち みつへい、1904年〈明治37年〉2月26日 - 1958年〈昭和33年〉8月26日）は、日本の政治家、実業家。衆議院議員（2期）。長男は群馬県中之条町長の二代目小渕光平、次男は第84代内閣総理大臣の小渕恵三。

## 来歴
1904年（明治37年）、群馬県吾妻郡伊参村（現・中之条町）に農業兼糸繭商を営む小渕新平・きち夫婦の長男として生まれる。父が病弱であったことから少年時代から家計を助けた。1921年（大正10年）中之条実業補習学校卒。
1923年（大正12年）に父が死去。1925年（大正14年）に東村に所在した碓氷社の工場を手に入れ、製糸工場の経営を始める。1928年（昭和3年）に中之条町伊勢町に工場を移転、光山社小渕製糸所を設立した。さらに貨物自動車会社も始め、1942年（昭和17年）中之条町議会議員に初当選し政界にも進出したが、1943年（昭和18年）の政府による企業整備命令で製糸会社は廃業を余儀なくされた。1944年（昭和19年）12月6日、紺綬褒章受章。
終戦後の1946年（昭和21年）に営業を再開、倉庫・運輸・製材・電気など多業種に進出。現在に続く光山社グループを一代で築き上げた。
1947年（昭和22年）、第23回衆議院議員総選挙の群馬3区に日本自由党から立候補するが落選。1949年（昭和24年）、第24回衆院選の群馬3区に民主自由党から立候補し、最上英子を2150票差で抑えて辛くも初当選を飾る。
1952年（昭和27年）の第25回衆院選では次々点で落選、1953年（昭和28年）、第26回衆院選でまたも次々点。1955年（昭和30年）の第27回衆院選でもまた次々点。1958年（昭和33年）の第28回衆院選で自由民主党から立候補し、日本社会党の武藤運十郎を辛くも振り切って国会議員に返り咲いた。
だが、3ヶ月後の1958年（昭和33年）8月26日、国会からの帰路に東京大学の赤門前で突如として嘔吐した。順天堂大学医学部附属順天堂医院に運ばれたが、脳梗塞を起こして急死した。死没日をもって勲四等旭日小綬章追贈、従五位に叙される。なお、息子の恵三も42年後の2000年（平成12年）に光平と同じ脳梗塞となり、同じ病院で亡くなっている。

## 主な役職
- 群馬県地方労働委員[1][4][5]
- 群馬県交通安全協会連合会会長[4][5]
- 日本製糸協会理事[1][4][5]
- 日本トラック協会常任理事[1][4][5]
- 群馬県トラック協会理事長[1]
- 群馬柔道クラブ参与、吾妻郡支部長[1]
- 自由民主党幹事[5]
- 自由民主党群馬県支部連合会長[4][5]、吾妻郡支部長[1]

## 人物
- 衆議院議員としては吾妻線の延伸や、蚕糸対策に重点的に取り組んだ[6][7][3]。
- 柔道三段[1]。
- 佐藤栄作と初当選が同じで仲がよかった。佐藤栄作日記にも4回名前が登場する。中之条町内の寺院[どこ?]には佐藤の揮毫による小渕の顕彰碑が建立された。

## 家族・親族
- 父 - 小渕新平
- 母 - 小渕きち
  - 妻 - 小渕千代（光山社製糸所役員）
    - 長男 - 小渕光平（初名は庚午、2代目光平を襲名、元中之条町長）
    - 次男 - 小渕恵三（第84代内閣総理大臣）[7][3]
    - 次男の妻 - 小渕千鶴子（環境運動家）
      - 孫 - 小渕暁子（イラストレーター）
      - 孫 - 小渕優子（衆議院議員）

  - 実弟 - 小渕岩太郎（元軍人、光山社役員）

## 選挙歴
| 当落 | 選挙                   | 執行日         | 年齢 | 選挙区    | 政党       | 得票数    | 得票率 | 定数 | 得票順位 /候補者数 | 政党内比例順位 /政党当選者数 |
| ---- | ---------------------- | -------------- | ---- | --------- | ---------- | --------- | ------ | ---- | ------------------ | ---------------------------- |
| 落   | 第23回衆議院議員総選挙 | 1947年04月25日 | 43   | 旧群馬3区 | 日本自由党 | 1万5517票 | 6.10%  | 4    | 6/12               | /                            |
| 当   | 第24回衆議院議員総選挙 | 1949年01月23日 | 44   | 旧群馬3区 | 民主自由党 | 2万7197票 | 9.82%  | 4    | 4/14               | /                            |
| 落   | 第25回衆議院議員総選挙 | 1952年10月01日 | 48   | 旧群馬3区 | 自由党     | 3万133票  | 9.41%  | 4    | 6/10               | /                            |
| 落   | 第26回衆議院議員総選挙 | 1953年04月19日 | 49   | 旧群馬3区 | 自由党     | 3万4826票 | 10.88% | 4    | 6/7                | /                            |
| 落   | 第27回衆議院議員総選挙 | 1955年02月27日 | 50   | 旧群馬3区 | 自由党     | 3万5886票 | 11.41% | 4    | 6/6                | /                            |
| 当   | 第28回衆議院議員総選挙 | 1958年05月22日 | 54   | 旧群馬3区 | 自由民主党 | 4万9762票 | 15.47% | 4    | 4/7                | /                            |

## 関連文献
- 村上さと「先代小渕光平社長に学ぶ」
- 「吾妻郡人物伝」

## 関連人物
- 小林宗作
- 久保田円次